# Skeletna formula
Skeletna formula organske spojine je vrsta molekulske strukturne formule, ki služi kot poenostavljena predstavitev molekuline vezave in nekaterih drugih podrobnosti njene molekulske geometrije. Skeletna formula prikazuje skeletno strukturo ali skelet molekule, ki je sestavljena iz skeletnih atomov. Predstavljena je v dveh dimenzijah, kot na listu papirja. Sledi konvencijam predstavljanja ogljikovih in vodikovih atomov, ki so najbolj pogosti v organski kemiji.